# 双噁唑啉配体
双噁唑啉配体(英語：bisoxazoline ligands)是一类含有双噁唑啉环的C2对称性手性配体。最简单的双噁唑啉配体以一个亚甲基（-CH2-）桥连双噁唑啉环，简称为BOX；通过吡啶环连接噁唑啉的配体十分常用，简称为PyBOX。含双噁唑啉配体的配合物主要被用于不对称催化中。

## 历史

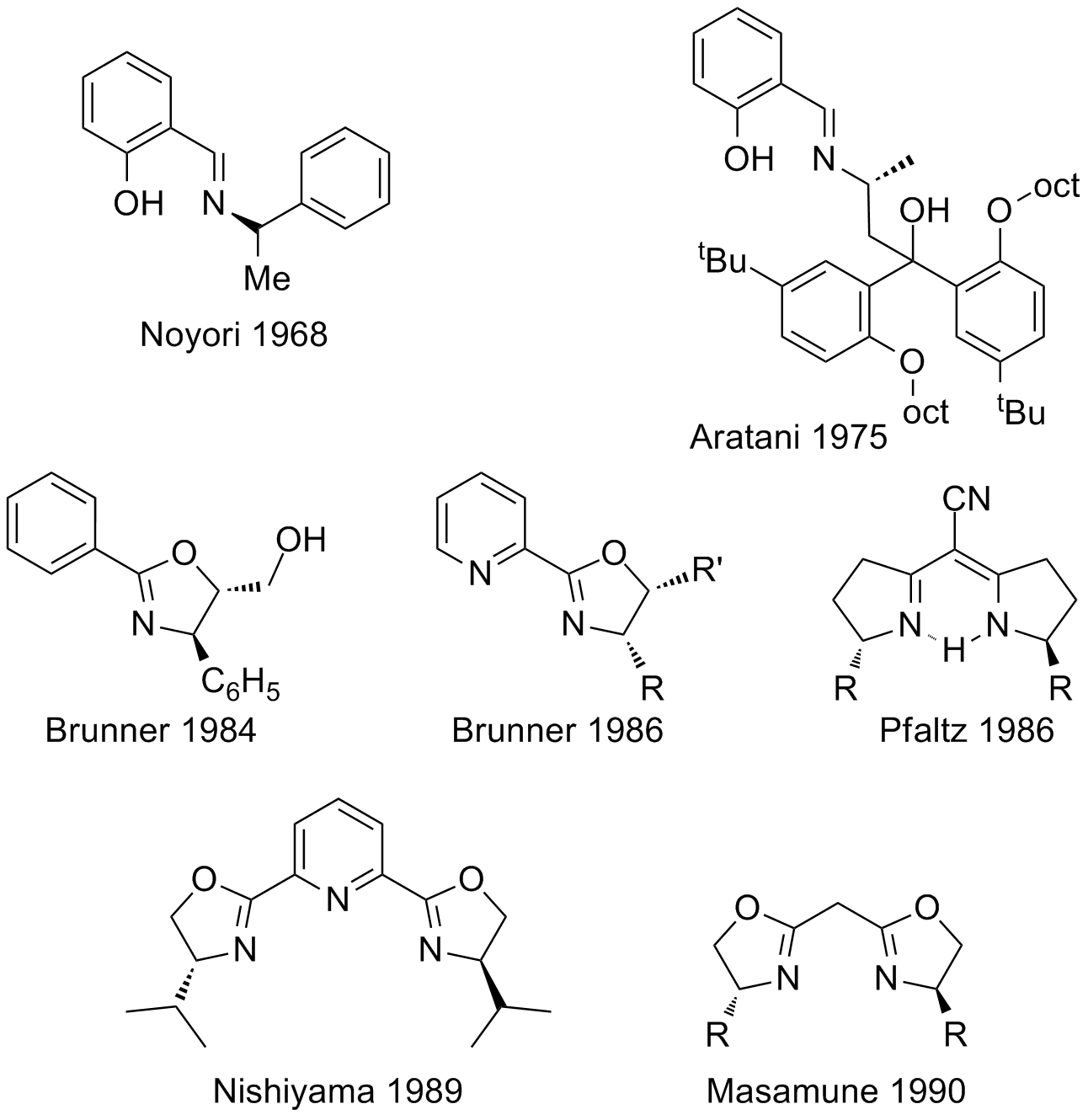
双噁唑啉配体的发展

1984年Brunner等人首次将噁唑啉配体用于不对称催化，连同许多席夫碱，进行对映选择性的类卡宾环丙烷化反应。席夫碱是当时的主要配体，如野依良治在1968年发现不对称催化的过程中就使用了席夫碱，其同事Tadatoshi Aratani在1970年代发表的多篇使用席夫碱的对映选择性环丙烷化的论文在随后深刻地影响了Brunner的工作。
最初噁唑啉配体的ee仅为4.9%，相比于席夫碱配体的65.6%表现不佳。随后Brunner在研究二醇的单苯基化过程中重新研究了噁唑啉配体，并发展出了手性吡啶噁唑啉配体，其ee在1986年报道时为30.2% ，在1989年时达到了45% 。同年Pfaltz等人报道了使用C2对称的半咕啉配体进行的对映选择性卡宾环丙烷化反应，ee值达到了92-97% ，但此类配体的缺点是需要多步进行合成，且产率低，约为30% 。

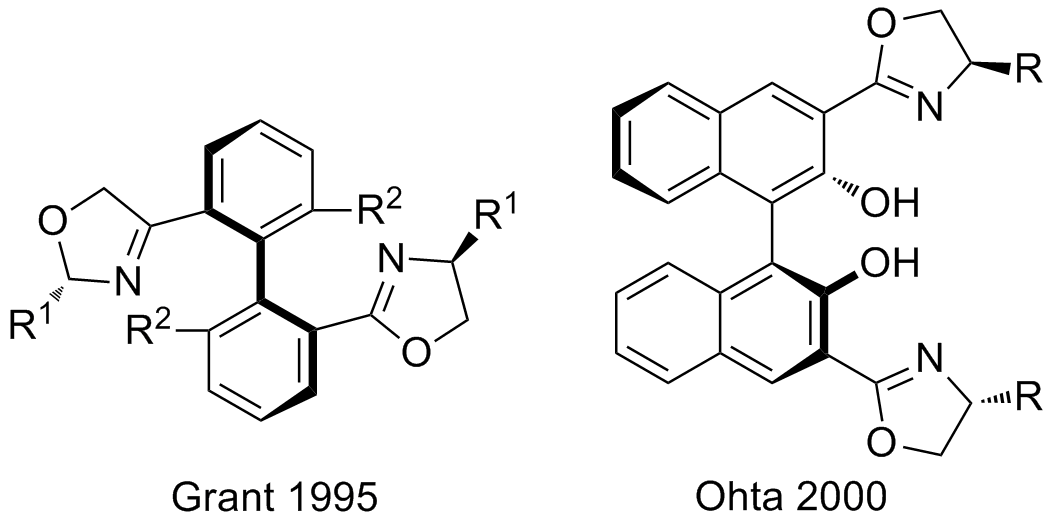
C_{2}对称轴向手性的双噁唑啉配体

到了1989年Nishiyama等人在Brunner工作的基础上发展出了第一个双噁唑啉配体，合成了PyBOX配体用于酮的硅氢化反应，ee高达93% 。一年后，Masamune等人报道了第一个BOX配体并首次用于铜催化的类卡宾环丙烷化反应，在1%摩尔负载量下实现高达99%的ee，该项工作引起了人们对BOX家族的极大兴趣。至彼时由于2-噁唑啉环的合成已经十分成熟 ，相关研究进展迅速 。这些研究主要基于经典的BOX和PyBOX配体，并出现了许多替代结构。

## 合成
噁唑啉环的合成已经十分完备，一般通过2-氨基醇与合适的官能团关环来进行。合成双噁唑啉配体时，最好使用含双官能团的起始原料，以期在同一步构建双环。二腈与二羧酸类化合物是最常使用的原料，被用于生产绝大多数的双噁唑啉配体。
BOX和PyBOX的广泛应用，可能有它们能够从丙二腈和吡啶二甲酸开始非常方便地构建双噁唑啉环的原因，分子的手性一般在此步由氨基醇引入。

## 应用

### 催化
一般而言，对于BOX配体，立体化学结构与预期的扭曲平面正方形分子构型中间体一致。噁唑啉4号位上的取代基阻挡了底物一侧的对映面，使产物有对映选择性。该方法可以用于羟醛反应 ，并能推广到多种反应，包括但不限于曼尼希反应 、烯反应 、迈克尔加成 、纳扎罗夫环化反应 和杂原子狄尔斯-阿尔德反应 等。
另一方面，携有径向的三齿PyBOX配体与底物路易斯酸的两点键合形成了四方锥形的结构，以苄氧基乙醛作亲电试剂为例，立体化学结果显示羰基氧在赤道面结合，醚氧在四方锥轴向结合。
含双噁唑啉的配合物可以用于各种不对称催化之中，其电中性的特性使其适合与贵金属一起使用，但最常见的是与铜的络合物。

### 构建碳-碳键
双噁唑啉配体的一个重要应用是构建碳-碳键，对一系列的不对称环加成反应有效，最初在类卡宾的构建环丙烷体系的反应中被引入，例如西蒙斯–史密斯反应 ，并拓展到1,3-偶极环加成反应和狄尔斯-阿尔德反应之中。
|  |  |

### 其他
与环丙烷化类似，双噁唑啉可以用于氮丙啶化；另一个常见的反应是硅氢化反应，最初在PyBOX的使用中被引入。其它的利基应用有作氟化催化剂和瓦克尔法环化等。
|  |  |